# Priesendorf
Priesendorf – miejscowość i gmina w Niemczech, w kraju związkowym Bawaria, w rejencji Górna Frankonia, w regionie Oberfranken-West, w powiecie Bamberg, wchodzi w skład wspólnoty administracyjnej Lisberg. Leży w Steigerwaldzie, około 15 km na zachód od Bamberga, nad rzeką Aurach. W 2011 miejscowość była zamieszkiwana przez 1535 osób.

## Dzielnice
W skład gminy wchodzą dwie dzielnice:
- Priesendorf
- Neuhausen

## Demografia
| Rok  | Liczba mieszk. |
| ---- | -------------- |
| 1970 | 1056           |
| 1987 | 1240           |
| 2000 | 1456           |
| 2006 | 1549           |

## Oświata
(na 1999)

W gminie znajduje się 100 miejsc przedszkolnych (z 90 dziećmi) oraz szkoła podstawowa (14 nauczycieli, 273 uczniów).